# Ruellia rasa
Ruellia rasa är en akantusväxtart som beskrevs av William Philip Hiern. Ruellia rasa ingår i släktet Ruellia och familjen akantusväxter. Inga underarter finns listade i Catalogue of Life.